# يوم غضبه العظيم (لوحة)
يوم غضبه العظيم (بالإنجليزية: The Great Day of His Wrath)  هي لوحة زيتية بريشة الرسام الإنجليزي جون مارتن. رسمها بين 1851-1853. قال ليوبولد مارتن، نجل جون مارتن، إن والده وجد الإلهام لهذه اللوحة في رحلة ليلية عبر البلد الأسود (منطقة صناعية في إنجلترا). وقد دفع هذا بعض الخبراء إلى الاعتقاد بأن التصنيع السريع في إنجلترا في أوائل القرن التاسع عشر قد أثر على مارتن. استخدم بعض المؤلفين اللوحة كغلاف أمامي لكتبهم. تشمل الأمثلة (قداس سفر الرؤيا)  و (دراسات في سفر الرؤيا.)  اللوحة هي واحدة من ثلاثة أعمال تشكل معًا ثلاثية بعنوان «الدينونة الأخيرة». اللوحة ضمن مجموعة تيت، لندن.

## الوصف
وفقًا لفرانسيس كاري، نائبة أمين قسم المطبوعات والرسومات بالمتحف البريطاني، تُظهر اللوحة تدمير بابل والعالم المادي بسبب كارثة طبيعية. يعتقد ويليام فيفر، الناقد الفني لصحيفة ذا أوبزرفر، أن هذه اللوحة تصور انهيار إدنبرة في اسكتلندا. يصف مايكل فريمان، زميل فائق ومحاضر في الجغرافيا البشرية في كلية مانسفيلد، اللوحة على النحو التالي:
اجتاحت العواصف والانفجارات البركانية والزلازل والكوارث الطبيعية الأخرى مثل موجات المد والجزر خلال الدوريات والجداول العريضة والاستعراضات في أوائل القرن التاسع عشر. اكتسبت الرؤى الكارثية والمروعة عملة مشتركة ملحوظة، وكان شبح توماس مالتوس بمثابة تذكير دائم بالحاجة إلى الكفارة. بالنسبة لبعض المتفرجين، بدت أشهر لوحات مارتن للوحي الإلهي وكأنها ترمز في الوقت نفسه إلى حقائق جيولوجية وفلكية جديدة. وقد تجلى هذا بقوة في لوحة يوم غضبه العظيم (1852)، حيث انفجرت أدنبرة بقلعتها الكبرى وتراسات أعلى التل والمناظر البركانية الرائعة إلى الخارج وتبدو معلقة مقلوبة رأسًا على عقب، ولا تزال الأعلام ترفرف. من مبانيها وقبل أن تصطدم وجهاً لوجه بالوادي أدناه.
وفقًا لمعرض تيت، تتبع اللوحة عن كثب جزءًا من رؤيا يوحنا، وهو فصل من العهد الجديد للكتاب المقدس:
ورأيت عندما فتح الختم السادس، واذا زلزال عظيم؛ وصارت الشمس سوداء كمسح من الشعر وصار القمر كالدم. وسقطت نجوم السماء على الأرض كما تطرح شجرة التين تينها عندما تهزها ريحاً شديدة. والسماء انطلقت كدرج عندما تلتف. فانتقل كل جبل وجزيرة من اماكنهم. وقد اختبأ ملوك الأرض والعظماء والأغنياء ورؤساء النقباء والأبطال وكل عبد وكل حر في المغار وفي صخور الجبال. وقال للجبال والصخور اسقطي علينا واخفينا عن وجه الجالس على العرش وعن غضب الحمل. لانه قد جاء يوم غضبه العظيم. ومن له القدرة على الوقوف؟ 

## الهام
بعد الانتهاء من سلسلة من أعماله الأخيرة (بما في ذلك لوحة تدمير سدوم وعمورة) وإرسالها إلى الأكاديمية الملكية، بدأ مارتن العمل على مجموعة من ثلاث لوحات تضمنت نهاية العالم. وفقًا ليوبولد مارتن، نجل جون مارتن، وجد والده مصدر إلهام لهذه اللوحة في رحلة ليلية عبر البلد الأسود (منطقة صناعية في إنجلترا). بناءً على هذا التعليق، جادل إف دي كلينجندر (ناقد فني) بأن هذه الصورة كانت في الواقع «استجابة مقنعة للمشهد الصناعي»، وهو ادعاء يشك فيه تشارلز إف ستوكي (باحث تاريخي). يعتقد فرانسيس كاري أن الفكرة الأساسية لجون كانت الصلة المتصورة بين النمو السريع للندن كمدينة كبرى في أوائل القرن التاسع عشر، والنمو الأصلي لحضارة بابل وتدميرها النهائي. وفقًا لمعرض تيت، استلهم مارتن العمل من سفر الرؤيا من العهد الجديد.

## موت مارتن ومعارض اللوحة
أثناء الرسم، في 12 نوفمبر 1853 ، عانى مارتن من نوبة شلل، يعتقد الآن أنها كانت سكتة دماغية. حرمه المرض من القدرة على الكلام والتحكم في ذراعه اليمنى، وتوفي في دوغلاس في 17 فبراير 1854. في وقت وفاته، كانت لوحاته الثلاث غير المكتملة جزئيًا معروضة في نيوكاسل. بعد وفاة مارتن، عُرضت لوحاتة الأخيرة (بما في ذلك لوحة نهاية العالم) في «لندن والمدن الرئيسية في إنجلترا تجتذب حشودًا كبيرة». نقش توماس ماكلين اللوحة عام 1854 (بعد وفاة مارتن). جنبًا إلى جنب مع لوحتين أخريين لمارتن، (سهول السماء) و (الدينونة الأخيرة) تعرف الثلاث لوحات بـ (ثلاثية «الدينونة الأخيرة»). على الرغم من الاستقبال الجماهيري الواسع، تم رفض اللوحات الثلاث باعتبارها مبتذلة من قبل الأكاديمية الملكية. في عام 1945 ، تم شراء اللوحة من قبل تيت بواسطة روبرت فرانك.
|  |  |  |
|  |  |  |

## الرسام

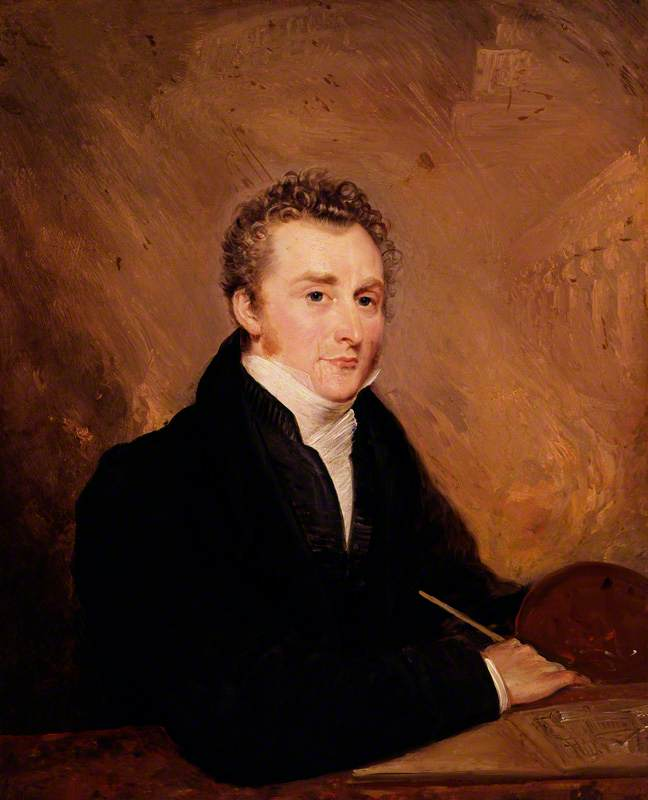
جون مارتن

كان جون مارتن (19 يوليو 1789 - 17 فبراير 1854)  رسامًا ونقاشًا ورسامًا رومانسيًا إنجليزيًا. تم الاحتفال به بسبب لوحاته الضخمة والميلودرامية ذات الموضوعات الدينية والتراكيب الرائعة، المليئة بالشخصيات الدقيقة الموضوعة في فرض المناظر الطبيعية. لاقت لوحات مارتن والمطبوعات منها نجاحًا كبيرًا مع عامة الناس - في عام 1821 أشار إليه توماس لورانس على أنه «الرسام الأكثر شعبية في عصره» - ولكن جون روسكين ونقاد آخرين انتقدوه.